# Bruno C. Schestak
Bruno C. Schestak (* 5. August 1903 in Weißkirchlitz, Österreich-Ungarn; † 1950) war ein deutscher Komponist und Dirigent. Er war Landesleiter der Reichsmusikkammer in Sachsen und Mitglied der Reichsrundfunkkammer.

## Leben und Wirken
Schestak wuchs in Weißkirchlitz bei Teplitz am Südrand des Erzgebirges auf. Bereits in jungen Jahren war er aufgeschlossen gegenüber nationalsozialistischen Ideen, trat zum 30. Juni 1925 der NSDAP bei und war bis 1928 Vorsitzender des Kunstausschusses. Er reiste extra ins sächsische Vogtland, um dort Adolf Hitler öffentlich reden zu hören. Unmittelbar in diesem Zusammenhang entstand 1927 der Sachsenmarsch der NSDAP, der mit den Worten Deutschland erwache beginnt und auch als Heil Hitler Dir bekannt wurde. Die Komposition wirkt als Zusammenfassung nationalsozialistischer Werte und Symbolik. Er siedelte nach Dresden über, wo er Leiter der Abteilung Musik der NSDAP im Gau Sachsen wurde. In dieser Funktion bemühte er sich um die Neugestaltung des Musiklebens im Dritten Reich. Er leitete auch das Orchester der Fachgruppe Musik der NSDAP. Spätestens 1935 hatte Schestak auch die Landesleitung der Reichsmusikkammer in Sachsen übernommen. Im gleichen Jahr erfolgte seine Berufung in die Reichsrundfunkkammer.
Er war zweiter Dirigent des Dresdner Philharmonischen Orchesters. Nach der Besetzung des Sudetenlandes im Oktober 1938 kehrte Schestak in seine Geburtsheimat nach Teplitz zurück und übernahm bis 1945 die Leitung des Stadtorchesters in Teplitz-Schönau. Dort erhielt er den Titel Musikdirektor verliehen.

## Werke (Auswahl)
- Sachsenmarsch der NSDAP, 1927.
- Von Oper zu Oper. Große Fantasie. I. Teil. o. J.
- Von Oper zu Oper. Große Fantasie. II. Teil. o. J.
- Op. 84. Romanze.